# HTML 5
HTML5 (HyperText Markup Language, versió 5) és la cinquena gran revisió del llenguatge bàsic de la World Wide Web, HTML. HTML5 especifica dues variants de sintaxi per a HTML: un «clàssic» HTML (text / html), la variant coneguda com a HTML5, i una variant XHTML coneguda com a sintaxi XHTML5 que haurà de ser usada com a XML (XHTML) (application/xhtml+xml). Aquesta és la primera vegada que HTML i XHTML s'han desenvolupat en paral·lel. El desenvolupament d'aquest codi és regulat pel Consorci W3C.

## Nous elements
HTML5 estableix una sèrie de nous elements i atributs que reflecteixen l'ús típic dels llocs web moderns. Alguns d'ells són tècnicament similars a les etiquetes <div> i <span>, però tenen un significat semàntic, com ara <nav> (bloc de navegació del lloc web) i <footer>. Altres elements proporcionen noves funcionalitats a través d'una interfície estandarditzada, com els elements <audio> i <video>. També presenta millores en l'element <canvas>.
Alguns elements de HTML 4.01 han quedat obsolets, incloent elements purament de presentació, com <font> i <center>, ja que els efectes són manejats pel CSS. També es dona èmfasi en la importància de l'scripting DOM per al comportament de la web.

### Diferències amb HTML5 i XHTML
Com a nous elements: article, dialog.
Com a nous atributs: media, ping, autofocus, inputmode, min, max, pattern.
Els elements eliminats són: acronym, applet, basefont, big, center, dir, font, frame, frameset, isindex, noframes, s, strike, tt, u.
Atributs eliminats:
- rev i charset a <link> i <a>
- target a <link>
- nohref a <area>
- profile a <head>
- version a <html>
- name a <map>
- scheme a <meta>
- archive, classid, codetype, declare i standby a <object>
- valuetype a <param>
- charset a <script>
- summary a <table>
- header, axis i abbr a <td> i <th>

## Diferències detallades
| Etiqueta      | Atributs | Comentaris                                    |
| <!-- -->      | Estàndard o cap |                                               |
| <!DOCTYPE>    | Estàndard o cap |                                               |
| <a>           | href \| target \| rel \| hreflang \| media \| type | Atribut afegit: mediaAtribut canviat: Target  |
| <abbr>        | Estàndard o cap |                                               |
| <acronym>     | | Etiqueta eliminada                            |
| <address>     | Estàndard o cap |                                               |
| <applet>      | | Etiqueta eliminada                            |
| <area>        | Estàndard o cap |                                               |
| <article>     | Atributs globals | Nova etiqueta                                 |
| <aside>       | Atributs globals | Nova etiqueta                                 |
| <audi>        | autbuffer \| autplay \| controls \| loop \| src | Nova etiqueta                                 |
| <b>           | Atributs globals | Etiqueta canviada                             |
| <base>        | Estàndard o cap |                                               |
| <basefont>    | | Etiqueta eliminada                            |
| <bb>          | Estàndard o cap |                                               |
| <bdo>         | Estàndard o cap |                                               |
| <big>         | | Etiqueta eliminada                            |
| <blockquote>  | Estàndard o cap |                                               |
| <body>        | Estàndard o cap |                                               |
| <br>          | Estàndard o cap |                                               |
| <button>      | Estàndard o cap |                                               |
| <canvas>      | height \| width | Nova etiqueta                                 |
| <captin>      | Estàndard o cap |                                               |
| <center>      | | Etiqueta eliminada                            |
| <cite>        | Atributs globals | Etiqueta canviada                             |
| <code>        | Estàndard o cap |                                               |
| <col>         | Estàndard o cap |                                               |
| <colgroup>    | Estàndard o cap |                                               |
| <command>     | checked \| default \| disabled \| hidden \| icon \| label \| radigroup \| type | Nova etiqueta                                 |
| <datagrid>    | Estàndard o cap |                                               |
| <datalist>    | Atributs globals | Nova etiqueta                                 |
| <dd>          | Estàndard o cap |                                               |
| <del>         | Estàndard o cap |                                               |
| <details>     | open | Nova etiqueta                                 |
| <dialog>      | Atributs globals | Nova etiqueta                                 |
| <dir>         | | Etiqueta eliminada                            |
| <div>         | Estàndard o cap |                                               |
| <dfn>         | Estàndard o cap |                                               |
| <dl>          | Estàndard o cap |                                               |
| <dt>          | Estàndard o cap |                                               |
| <em>          | Estàndard o cap |                                               |
| <embed>       | height \| src \| type \| width | Nova etiqueta                                 |
| <fieldset>    | Estàndard o cap |                                               |
| <figure>      | Atributs globals | Nova etiqueta                                 |
| <font>        | | Etiqueta eliminada                            |
| <footer>      | Atributs globals | Nova etiqueta                                 |
| <form>        | Estàndard o cap |                                               |
| <frame>       | | Etiqueta eliminada                            |
| <frameset>    | | Etiqueta eliminada                            |
| <h1> ... <h6> | Estàndard o cap |                                               |
| <head>        | Estàndard o cap |                                               |
| <header>      | Atributs globals | Nova etiqueta                                 |
| <hgroup>      | Atributs globals | Nova etiqueta                                 |
| <hr>          | cap | Etiqueta canviada                             |
| <html>        | Estàndard o cap |                                               |
| <i>           | cap | Etiqueta canviada                             |
| <iframe>      | Estàndard o cap |                                               |
| <img>         | Estàndard o cap |                                               |
| <input>       | accept \| alt \| aut-complete \| autfocus \| cheked \| disabled \| form \| formactin \| formenctype \| formmethod \| formnovalidate \| formtarget \| height \| list \| max \| maxlength \| min \| multiple \| name \| pattern1 placeholder \| readonly \| required \| size \| src \| step \| type \| value \| width | Etiqueta canviada: Afegits 13 elements a type |
| <ins>         | Estàndard o cap |                                               |
| <isindex>     | | Etiqueta eliminada                            |
| <kbd>         | Estàndard o cap |                                               |
| <label>       | Estàndard o cap |                                               |
| <legend>      | Estàndard o cap |                                               |
| <li>          | Estàndard o cap |                                               |
| <link>        | Estàndard o cap |                                               |
| <mark>        | Atributs globals | Nova etiqueta                                 |
| <map>         | Estàndard o cap |                                               |
| <menu>        | Estàndard o cap |                                               |
| <meta>        | Estàndard o cap |                                               |
| <meter>       | high \| low \| max \| min \| optimum \| value | Nova etiqueta                                 |
| <nav>         | Atributs globals | Nova etiqueta                                 |
| <noframes>    | | Etiqueta eliminada                            |
| <noscript>    | Estàndard o cap |                                               |
| <object>      | Estàndard o cap |                                               |
| <ol>          | Estàndard o cap |                                               |
| <optgroup>    | Estàndard o cap |                                               |
| <optin>       | Estàndard o cap |                                               |
| <output>      | form | Nova etiqueta                                 |
| <p>           | Estàndard o cap |                                               |
| <param>       | Estàndard o cap |                                               |
| <pre>         | Estàndard o cap |                                               |
| <progress>    | max \| value | Nova etiqueta                                 |
| <q>           | |                                               |
| <ruby>        | cite | Nova etiqueta                                 |
| <rp>          | Atributs globals | Nova etiqueta                                 |
| <rt>          | Atributs globals | Nova etiqueta                                 |
| <s>           | | Etiqueta eliminada                            |
| <samp>        | Estàndard o cap |                                               |
| <script>      | Estàndard o cap |                                               |
| <sectin>      | cite | Nova etiqueta                                 |
| <select>      | Estàndard o cap |                                               |
| <small>       | Atributs globals | Etiqueta Canviada                             |
| <source>      | media \| src \| type | Nova etiqueta                                 |
| <span>        | Estàndard o cap |                                               |
| <strike>      | | Etiqueta eliminada                            |
| <strong>      | Estàndard o cap |                                               |
| <style>       | Estàndard o cap |                                               |
| <sub>         | Estàndard o cap |                                               |
| <sup>         | Estàndard o cap |                                               |
| <table>       | Estàndard o cap |                                               |
| <tbody>       | Estàndard o cap |                                               |
| <td>          | Estàndard o cap |                                               |
| <textarea>    | Estàndard o cap |                                               |
| <tfoot>       | Estàndard o cap |                                               |
| <th>          | Estàndard o cap |                                               |
| <thead>       | Estàndard o cap |                                               |
| <time>        | datetime \| pubdate | Nova etiqueta                                 |
| <title>       | Estàndard o cap |                                               |
| <tr>          | Estàndard o cap |                                               |
| <tt>          | | Etiqueta eliminada                            |
| <u>           | | Etiqueta eliminada                            |
| <ul>          | Estàndard o cap |                                               |
| <var>         | Estàndard o cap |                                               |
| <video>       | src \| poster \| autbuffer \| autplay \| loop \| controls \| width \| height | Nova etiqueta                                 |
| <xmp>         | | Etiqueta eliminada                            |

Notes:
En groc aquelles etiquetes introduïdes en aquesta nova versió, en blau les etiquetes que han sigut canviades tot o en part i en gris les etiquetes eliminades d'aquesta versió.
Si bé a la pràctica els navegadors no ho estan tenint en compte per evitar perdre quota de mercat.

## Novetats
- Incorpora etiquetes (canvas 2D i 3D, àudio, vídeo) amb còdecs per mostrar els continguts multimèdia. Actualment hi ha una lluita entre imposar còdecs lliures (WebM+VP8) o privatius (H.264/MPEG-4 AVC).

- Etiquetes per manejar grans conjunts de dades: DataGrid, Details, Menu i Command. Permeten generar taules dinàmiques que poden filtrar, ordenar i amagar contingut en client.

- Millores en els formularis. Nous tipus de dades (eMail, number, url, datetime ...) i facilitats per validar el contingut sense Javascript.

- Visors: MathML (fórmules matemàtiques) i SVG (gràfics vectorials). En general es deixa obert a poder interpretar altres llenguatges XML.

- Drag & Drop. Nova funcionalitat per arrossegar objectes com imatges.

## Web Semàntica
- Afegeix etiquetes per gestionar la Web Semàntica (Web 3.0): header, footer, article, nav, time (data del contingut), link rel =(tipus de contingut que s'enllaça).

- Aquestes etiquetes permeten descriure quin és el significat del contingut. Per exemple la seva importància, la seva finalitat i les relacions que existeixen. No tenen especial impacte en la visualització, s'orienten a cercadors.

- Els cercadors poden indexar i interpretar aquesta meta informació per no buscar simplement aparicions de paraules en el text de la pàgina.

- Permet incorporar a les pàgines fitxers RDF/OWL (amb meta informació) per descriure relacions entre els termes utilitzats.

## Noves APIs i Javascript
- API per fer Drag & Drop. Mitjançant esdeveniments.
- API per treballar Off-Line. Permet descarregar tots els continguts necessaris i treballar en local.
- API de Geoposicionament per a dispositius que ho suportin.
- API Storage. Facilitat d'emmagatzematge persistent en local, amb bases de dades (basades en SQL Lite) o amb emmagatzematge d'objectes per aplicació o per domini web (Local Storage i Global Storage). Es disposa d'una Base de dades amb la possibilitat de fer consultes SQL.
- WebSockets. API de comunicació bidireccional entre pàgines. Similar als Sockets de C.
- WebWorkers. Fils d'execució en paral·lel.

- ESTÀNDARD FUTUR. System Information API. Accés al maquinari a baix nivell: xarxa, fitxers, CPU, Memòria, ports USB, càmeres, micròfons ... molt interessant però amb nombroses excepcions de seguretat.

## Exemples de codis HTML5
Codi HTML5 per a reproduir audio sense flash:
```
<
html
>

 
<
head
>

 
<
title
>
font de múltiples elements
</
title
>

 
</
head
>

 
<
body
>

 
<
audio
 
id
=
"audioTestElem"
 
autobuffer
 
controls
 
>

```

```
 El teu navegador no suporta l'etiqueta d'audio a HTML5.
 </audio>
 </body>
</html>
```